# Xabier P. Docampo
Francisco Xabier Puente Docampo, conocido como Xabier P. Docampo (Rábade, Lugo, 5 de abril de 1946-La Coruña, 26 de junio de 2018), fue un maestro, escritor, cuentacuentos, actor de teatro, guionista español, promotor de la lengua y la cultura gallega, además de animador a la lectura y experto en bibliotecas escolares.

## Biografía
En 1995 obtuvo el Premio Nacional de Literatura Infantil y Juvenil por Cando petan na porta pola noite [Cuando de noche llaman a la puerta], seleccionada asimismo como una de las cien mejores obras del siglo xx español según la Fundación Germán Sánchez Ruipérez. Su tarea pedagógica se integra en la llamada Nova Escola Galega.
En julio de 2008 comenzó el rodaje de la adaptación al cine de su novela A casa da luz, publicada por Xerais en gallego y Anaya en castellano. La película, dirigida por Carlos Amil, está rodada en gallego y se ha grabado en localizaciones de Bayo, Betanzos y Moeche. En la serie salieron algunos niños de figurantes del colegio Vales Villamarin de Betanzos.
xerais

## Obras

### Literatura infantil y juvenil
- El misterio de las campanadas (2012). Anaya. 192 p. ISBN 78-84-678-2897-9.
  - O misterio das badaladas (1986). Vía Láctea. Reeditado en 2011 por Xerais, col. Merlín. 144 p. 12 ª ed. ISBN 978-84-9914-207-4. ePub: ISBN: 978-84-9914-679-9. (original en gallego).
  - En euskera Kanpai hotsen misterioa (2001). Elkarlanean.  142 p. ISBN 848331780X.
  - En catalán El misteri de les campanades (1993). Bromera. 139 p. ISBN 8476601379.
  - En asturiano El misteriu de les campanaes (1992). Trabe. 119 p. ISBN 8480530006.
- Cun ollo aberto e outro sen cerrar (1986). Vía Láctea. 96 p. ISBN 978-84-86531-13-3. (En gallego)
- La llave maestra (2005). Algar. 166 p. ISBN 8495722801.
  - A chave das noces (1988). Vía Láctea. (2018) reeditado por Xerais. 176 p. ISBN 978-84-9121-412-0. (original en gallego)
- O armario novo de Rubén (1989). Xerais. Col Merlín. Ilustrador Xan López Domínguez. 64 p. 7ª ed. ISBN 978-84-9782-899-4. (En gallego)
- A nena de auga e o príncipe de lume (1990). Xerais. 56 p. Ilustrador Xosé Cobas. ISBN 78-8497822671. (En gallego)
- Roxelio e a couza: A casa do porco bravo (1991). Xerais. Col. Vouche contar un conto. Ilustrado por Ánxeles Ferrer. 18 p. ISBN 9788475075938. (con casete). (En gallego)
- Cuando de noche llaman a la puerta (1996). Anaya. 90 p. ISBN 8420770906.
  - Cando petan na porta pola noite (1994). Xerais. 19 ed. 978-84-8302-555-0. ePub: ISBN: 978-84-9914-587-7. (original en gallego)
  - En euskera Gauez ate joka datozenenan (1996). Elkarlanean. 80 p. ISBN 9788479175726.
  - En catalán Quan de nit truquen a la porta (1996). Barcanova. 80 p. ISBN 8448903749
  - En inglés When There's a Knock on the Door at Night (2018). Sofía: Small Stations Press. 86 p. ISBN 978-954-384-087-8.
  - En portugués Quando batem à porta pela noite (2003). Porto: Ambar, Col.: Fora de série. 66 p. ISBN 972-43-0646-1.
- Adelaida, Héctor y demás familia (1998). La Galera. 101 p. ISBN 8424692063.
  - Adelaida, Henrique e demais familia (1996). Galaxia. Col. Árbore. 154 p. 3ª ed. ISBN 978-84-9865-057-0. (original en gallego)
  - En catalán L'Adelaida, l'Hèctor i tota la colla (1998). La Galera. ISBN 8424691164.
- O habanero (1997). Ed. Junta de Galicia-RENFE-Caixa Galicia. Colección Nova 33, n.º 18. Pontevedra. Ilustrador: Sergio Casas. 45 p. Rústica ilustrada. (Con Ana Romaní: Marmelada de amoras). (en gallego)
- El pazo vacío (1997). Anaya. 160 p. ISBN 8420784591.
  - O pazo baleiro (1997). Xerais. ePub: ISBN 978-84-9914-587-7. (original en gallego)
  - En catalán El pazo buit (1998). Baracanova. 160 p. ISBN 8448906497.
- Breogán (1998). A Nosa Terra. 42 p. Dibujpos de Pepe Carreiro. ISBN 84-899-7644-9. (en gallego)
- ¡Estampado! (1998). Junta de Galicia. Ilustracións de Fran Jaraba. (en gallego)
- El hombre que inventó una manera de andar (1998). La Galera. 23 p. ISBN 8424654161
  - O home que inventou unha maneira de andar (1998). Galaxia. 24 p. Ilustrador Xosé Cobas. ISBN 9788482882253. (original en gallego)
  - En catalán L'home que va inventar una manera de caminar (1998). Bromera. 23 p. ISBN 8476604173.
  - En euskera Ibiltzeko era bat asmatu zuen gizona (1998). Elkarlanean. 23 p. ISBN 848331231X.
  - En asturiano L'home qu'inventó una manera d'andar (2001). Llibros de pexe. 23 p. ISBN 8489985715.
- A viaxe de Purpurina ou a historia dunha pinga de auga (1999). Junta de Galicia. (en gallego)
- Cuatro cartas (2006). Anaya. Ilustrador Fino Lorenzo. 64 p. ISBN 9788466752022.
  - Catro cartas (2000), Anaya. 64 p. ISBN 978-84-667-0004-7. (original en gallego)
- Nube de neve (2000). Everest. 48 p. ISBN 9788440304124. Reedición: Nube de neve (2017). Oqueleo. Ilustrador Xosé Cobas. 48 p. ISBN 9788416834600. (en gallego)
  - En portugués Nuvem de neve (2005). Rio de Mouro : Everest, Col.: Montanha encantada, Primeiros. 44 p. ISBN 989-50-0037-5.
- Os ollos de Ramón (2001). Everest. Ilustrador Xosé Cobas. 60 p. ISBN 9788440304148. 3ª ed. (en gallego)
- Un conto de tres noites (2001). Xerais. 96 p. ISBN 978-8483027233. (en gallego)
- ¿La has visto? ¿La has visto? (2001). Casals. 64 p. ILustrador Xosé Cobas. ISBN 9788421825426.
  - ¿Víchela, víchela? (2001). Casals. ISBN 9788421824764. (original en gallego)
- La casa de la luz (2004). Anaya. 192 p. ISBN 9788466717052.
  - A casa da luz (2002). Xerais. Col. Sopa de libros. Ilustrador Xosé Cobas. 192 p. 7ª ed. ISBN 978-84-8302-884-1. (original en gallego)
  - Sobre la obra se hizo un largometraje en 2011.[3]
  - En catalán La casa de la llum (2006). Barcanova. 208 p. ISBN 9788448919153.
- Contos do museo: relatos do Museo Provincial de Lugo (2003). Museo Provincial de Lugo. 121 p. ISBN 8481922277. (en gallego)
- Mariposas (2005). Everest. Ilustrador Xosé Cobas. 32 p. ISBN 9788424116248. Traducción del autor.
  - Bolboretas (2004). Everest. 48 p. Ilustrador Xosé Cobas. ISBN 978-8440305138. (original en gallego)
- De cores e de amores (2005). Galaxia. Col. Os duros. 36 p. ISBN 978-84-8288-860-6. (en gallego)
- La decisión de Valerio (2005). AlgaR Ed. Col. La Maleta Mágica. 24 p. ISBN 9788495722904. Traducción del autor.
  - A decisión de Valerio (2005). Xerais. Col. Andavía. 24 p. Ilustrador Xosé Cobas. ISBN 978-84-9782-287-9. (original en gallego)
  - En catalán La decisio de Valeri (2005). Bromera. 24 p. ISBN 9788476604199.
  - En esukera Balorieken Erabakia (2005). Erein. 24 p. ISBN 9788497462303.
- Hoy vas a entrar en mi pasado (2006). A Fortiori. 62 p. ISBN 9788493477332.
  - En euskera Gaur nire iraganean sartuko zara (2006). A Fortiori. ISBN 9788493477363.
- El libro de los viajes imaginarios (2008). Anaya. 224 p. ISBN 9788466777049.
  - O libro das viaxes imaxinarias (2008). Xerais. Infantil e xuvenil, Camaleón. 224 p. Ilustrador Xosé Cobas. ISBN 978-84-9782-916-8. (original en gallego)
  - En inglés The Book of Imaginary Journeys (2008). Small Stations Peess. 224 p. ISBN 978-8497829168.
- A noite das filantes (2009). Galaxia. Col. Os duros. Ilustrador Xosé Cobas. 32 p. ISBN 978-84-9865-203-1. (en gallego)
- Mans (2011). Everest. 48 p. Fotografías de Daniel Puente Bello. ISBN 978-8440311832. (en gallego)
- A nena de auga e o príncipe de lume (2012). Xerais. Col. Merlín. 64 p. Ilustrador Xosé Cobas. ISBN 978-84-9914-344-6. (en gallego)
- O país adormentado (2012). Xerais. Col. Fóra de Xogo. 144 p. 3ª ed. ISBN 9788499145846. (en gallego)
- A illa de todas as illas (2013). Xerais. Col. Camaleón. 168 p. Ilustrador Xosé Cobas. 3ª ed. ISBN 978-84-9914-591-4. (en gallego)

### Narrativa
- A nena do abrigo de astracán (2017). Xerais. 400 p. 2ª ed. ISBN 978-84-9121-286-7. (en gallego)

### Ensayo
- Falar e escoitar (1992). Xerais. ISBN 84-7507-615-7.(en gallego)

### Obras colectivas
- Os contos da campaña (3) (Junta de Galicia, 1992).
- Trazos, trozos e retrincos (Junta de Galicia, 1992).
- Construír a paz (Xerais, 1996).
- Unha liña no ceo: 58 narradores galegos 1979-1996 (Xerais, 1996).
- Novo do trinque (BNG, 1997).
- Imos xuntos camiñar (Junta de Galicia, 1999).
- Novos exercicios de estilo (Universidad de La Coruña, 2000).
- Contos de ler e contar (Junta de Galicia, 2001).
- Historias para calquera lugar (Xerais, 2001).
- Manuel María (Ophiusa, 2001).
- Contos do museo (Diputación Provincial de Lugo, 2003).
- Narradio. 56 historias no ar (Xerais, 2003).
- Contos de máscaras, rúas, perdicións e caníbales (Junta de Galicia, 2004).[4]
- Educación e Paz III. Literatura galega pola Paz (Xerais, 2008).
- 55 mentiras sobre a lingua galega (Laiovento, 2009).
- Marcos Valcárcel. O valor da xenerosidade (D'ifusora, 2009).